# Ketvele (ö i Södra Savolax, Nyslott, lat 62,16, long 29,29)
Ketvele är en ö i Finland. Den ligger i sjön Orivesi och i kommunen Nyslott i  landskapet Södra Savolax, i den sydöstra delen av landet, 300 km nordost om huvudstaden Helsingfors. Öns area är 8,4 hektar och dess största längd är 1,1 kilometer i öst-västlig riktning.